# Марті Різонер
Марті Різонер (англ. Marty Reasoner, нар. 26 лютого 1977, Хоньяй Фоллз) — колишній американський хокеїст, що грав на позиції центрального нападника. Грав за збірну команду США.
Провів понад 800 матчів у Національній хокейній лізі.

## Ігрова кар'єра
Хокейну кар'єру розпочав 1995 року.
1996 року був обраний на драфті НХЛ під 14-м загальним номером командою «Сент-Луїс Блюз».
Протягом професійної клубної ігрової кар'єри, що тривала 16 років, захищав кольори команд «Сент-Луїс Блюз», «Едмонтон Ойлерс», «Ред Булл», «Бостон Брюїнс», «Атланта Трешерс», «Флорида Пантерс» та «Нью-Йорк Айлендерс».
Загалом провів 822 матчі в НХЛ, включаючи 24 гри плей-оф Кубка Стенлі.
Був гравцем молодіжної збірної США, у складі якої брав участь у 12 іграх. Виступав за національну збірну США, провів 20 ігор в її складі.

## Тренерська робота
Був одним із тренерів клубу НХЛ «Нью-Йорк Айлендерс».

## Статистика

### Клубні виступи
| Сезон        | Клуб                 | Ліга         | Регулярний сезон | Регулярний сезон | Регулярний сезон | Регулярний сезон | Регулярний сезон | Плей-оф | Плей-оф | Плей-оф | Плей-оф | Плей-оф |
| Сезон        | Клуб                 | Ліга         | І                | Г                | П                | О                | ШХ               | І       | Г       | П       | О       | ШХ      |
| ------------ | -------------------- | ------------ | ---------------- | ---------------- | ---------------- | ---------------- | ---------------- | ------- | ------- | ------- | ------- | ------- |
| 1995–96      | Бостонський коледж   | ХС           | 34               | 16               | 29               | 45               | 32               | —       | —       | —       | —       | —       |
| 1996–97      | Бостонський коледж   | ХС           | 35               | 20               | 24               | 44               | 31               | —       | —       | —       | —       | —       |
| 1997–98      | Бостонський коледж   | ХС           | 42               | 33               | 40               | 73               | 56               | —       | —       | —       | —       | —       |
| 1998–99      | «Сент-Луїс Блюз»     | НХЛ          | 22               | 3                | 7                | 10               | 8                | —       | —       | —       | —       | —       |
| 1998–99      | «Вустер Айскетс»     | АХЛ          | 44               | 17               | 22               | 39               | 24               | 4       | 2       | 1       | 3       | 6       |
| 1999–00      | «Вустер Айскетс»     | АХЛ          | 44               | 23               | 28               | 51               | 39               | —       | —       | —       | —       | —       |
| 1999–00      | «Сент-Луїс Блюз»     | НХЛ          | 32               | 10               | 14               | 24               | 20               | 7       | 2       | 1       | 3       | 4       |
| 2000–01      | «Вустер Айскетс»     | АХЛ          | 34               | 17               | 18               | 35               | 25               | —       | —       | —       | —       | —       |
| 2000–01      | «Сент-Луїс Блюз»     | НХЛ          | 41               | 4                | 9                | 13               | 14               | 10      | 3       | 1       | 4       | 0       |
| 2001–02      | «Едмонтон Ойлерс»    | НХЛ          | 52               | 6                | 5                | 11               | 41               | —       | —       | —       | —       | —       |
| 2002–03      | Гамільтон Булдогс    | АХЛ          | 2                | 0                | 2                | 2                | 2                | —       | —       | —       | —       | —       |
| 2002–03      | «Едмонтон Ойлерс»    | НХЛ          | 70               | 11               | 20               | 31               | 28               | 6       | 1       | 0       | 1       | 2       |
| 2003–04      | «Едмонтон Ойлерс»    | НХЛ          | 17               | 2                | 6                | 8                | 10               | —       | —       | —       | —       | —       |
| 2004–05      | «Ред Булл»           | Австрія      | 11               | 5                | 4                | 9                | 12               | —       | —       | —       | —       | —       |
| 2005–06      | «Едмонтон Ойлерс»    | НХЛ          | 58               | 9                | 17               | 26               | 20               | —       | —       | —       | —       | —       |
| 2005–06      | «Бостон Брюїнс»      | НХЛ          | 19               | 2                | 6                | 8                | 8                | —       | —       | —       | —       | —       |
| 2006–07      | «Едмонтон Ойлерс»    | НХЛ          | 72               | 6                | 14               | 20               | 60               | —       | —       | —       | —       | —       |
| 2007–08      | «Едмонтон Ойлерс»    | НХЛ          | 82               | 11               | 14               | 25               | 50               | —       | —       | —       | —       | —       |
| 2008–09      | «Атланта Трешерс»    | НХЛ          | 79               | 14               | 16               | 30               | 36               | —       | —       | —       | —       | —       |
| 2009–10      | «Атланта Трешерс»    | НХЛ          | 80               | 4                | 13               | 17               | 24               | —       | —       | —       | —       | —       |
| 2010–11      | «Флорида Пантерс»    | НХЛ          | 82               | 14               | 18               | 32               | 22               | —       | —       | —       | —       | —       |
| 2011–12      | «Нью-Йорк Айлендерс» | НХЛ          | 61               | 1                | 5                | 6                | 34               | —       | —       | —       | —       | —       |
| 2012–13      | «Нью-Йорк Айлендерс» | НХЛ          | 31               | 0                | 5                | 5                | 4                | 1       | 0       | 0       | 0       | 17      |
| Усього в НХЛ | Усього в НХЛ         | Усього в НХЛ | 798              | 97               | 169              | 266              | 379              | 24      | 6       | 2       | 8       | 23      |

### Збірна
| Рік                | Команда            | Турнір             | Місце              | І  | Г | П | О | ШХ |
| ------------------ | ------------------ | ------------------ | ------------------ | -- | - | - | - | -- |
| 1996               | США                | МЧС                | 5-е                | 6  | 3 | 2 | 5 | 10 |
| 1997               | США                | МЧС                | 2                  | 6  | 1 | 3 | 4 | 4  |
| 2002               | США                | ЧС                 | 7-е                | 7  | 0 | 1 | 1 | 6  |
| 2003               | США                | ЧС                 | 13-е               | 6  | 1 | 3 | 4 | 2  |
| 2006               | США                | ЧС                 | 7-е                | 7  | 0 | 0 | 0 | 8  |
| Молодіжна збірна   | Молодіжна збірна   | Молодіжна збірна   | Молодіжна збірна   | 12 | 4 | 5 | 9 | 14 |
| Національна збірна | Національна збірна | Національна збірна | Національна збірна | 20 | 1 | 4 | 5 | 16 |